# Mara Mountain
Mara Mountain je hora na severu Grónska v Národním parku Severovýchodní Grónsko. Hora se nachází 718 kilometrů od severního pólu, a je tak nejbližší horou k severnímu pólu. Je také 95. nejvyšší horou Grónska. 
Vrchol se nachází 1155 metrů nad mořem. První zaznamenaný výstup na horu se uskutečnil 14. července 1998.